# Megan Jayne Crabbe
Megan Jayne Crabbe (* 20. Januar 1994 in Essex, England) ist eine englische Autorin und Bloggerin.

## Leben
Megan Jayne Crabbe wurde 1994 in England geboren. Bereits mit 5 Jahren begann sie nach eigenen Angaben, sich mit anderen Kindern und deren Körperformen zu vergleichen. Wie sie selbst weiter berichtet, folgten mit zehn Jahren die ersten Diäten. In einem Interview sagte sie, dass bei ihr im Alter von 14 Jahren Anorexie diagnostiziert wurde und ihr zwei Jahre später gesagt wurde, dass sie die folgende Nacht nicht überleben würde. Heute hat sie sich von der Krankheit erholt und spricht und schreibt auf verschiedenen Medien über ihre Krankheit, ihre Erfahrungen und über Bodypositivity.
Mit etwa 20 verließ sie die Schule und kümmert sich seitdem – auch als gesetzliche Betreuerin – um ihre ältere Schwester Gemma, welche unter zerebraler Lähmung leidet.

## Karriere
Unter dem Namen Bodyposipanda baute sich Megan Jayne Crabbe ab 2015 eine eigene Online-Präsenz auf. Auf ihrem Facebook- und Instagram-Kanal, den sie inzwischen unter ihrem bürgerlichen Namen führt, beschäftigt sie sich mit gesellschaftlichen Rollen- und Körperbildern, Bodyshaming und Body positivity, dem Umgang mit Essstörungen und Mental Health. Durch ihren Aktivismus auf den verschiedenen Social-Media-Plattformen erlangte Crabbe internationale Bekanntheit und wird immer wieder als Moderatorin oder Sprecherin von verschiedenen Organisationen und Sendern eingeladen.
2017 veröffentlichte sie ihr erstes Buch Body Positive Power: How to stop dieting, make peace with your body and live, das ein Jahr später unter dem Titel Body Positivity – Liebe Deinen Körper: Vergiß Diäten und begrüße Dein Leben im Knaur Verlag erschien. In den USA erschien das Buch 2018 unter dem Titel Body Positive Power: Because life is already happening and you don’t need flat abs to live it.
Das Government Equalities Office lud sie im Juni 2019, zusammen mit anderen Body-Positivity-Aktivisten, zu einer Parlamentsdebatte ein.
2019 ging sie mit ihrer eigenen Show Never say Diet Club auf Tour. Sie beschrieb die Show selbst als Körperpositives Variete. Auf BBC Radio gab es, ebenfalls 2019, eine 2-stündige Sendung mit und über Megan Jayne Crabbe und ihre aktivistische Arbeit.
Auf Fearne Cottons Happy Place Festival trat Megan Jayne Crabbe 2019 als Gastsprecherin auf.
Für die BRIT Awards moderierte sie 2020 einige Folgen des Online-Formats Woman Crush Wednesday, wo sie über (teilweise für die BRIT Awards nominierte) Künstlerinnen sprach und deren Arbeit vorstellte. Im selben Jahr bekam sie, gemeinsam mit Stephanie Yeboa, eine 7 Folgen lange Podcast-Serie bei BBC Sounds.
Nachdem Dove Megan Jayne Crabbe bereits 2017 für die Real Beauty Kampagne mit Mario Testino buchte, schloss Dove sich 2020 mit Crabbe zusammen und bot ihr mit dem Projekt #SelfEsteemAtHome eine Plattform, um Kinder und Jugendliche zu unterstützen, die während der COVID-19-Pandemie z. B. nicht am Unterricht teilnehmen konnten. Der Inhalt ihrer Kurse war darauf ausgerichtet, den Kindern während dieser Zeit zu helfen, ein besseres Selbstwert- und Wohlgefühl zu entwickeln.
2022 veröffentlichte The Female Lead das gleichnamige Buch The Female Lead (Volume 2). Hierfür wurden 67 einflussreiche Frauen aus verschiedenen Bereichen interviewt. Darunter auch Megan Jayne Crabbes.

## Belege
1. ↑  Jessica Wagener: Körper-Akzeptanz: Wieso Bodyposipanda die wichtigste Instagrammerin für Frauen ist. In: Ze.tt. Zeit online, 1. März 2017, abgerufen am 28. März 2022.
2. ↑  'I've spent my life in fear of being called fat'. In: BBC News. 18. November 2019 (bbc.com [abgerufen am 29. März 2022]).
3. ↑  about me. Abgerufen am 28. März 2022 (britisches Englisch).
4. ↑  The Female Lead: Megan Jayne Crabbe - The power of body positivity. 18. Januar 2022, abgerufen am 29. März 2022 (englisch).
5. ↑  “We’re fed up with hating ourselves“: Megan Crabbe on fatness, anorexia, and Jameela Jamil. In: New Statesman. 2. September 2019, abgerufen am 29. März 2022 (amerikanisches Englisch).
6. ↑  BBC Radio 1 - Radio 1's Life Hacks, Body Positivity! Abgerufen am 29. März 2022 (britisches Englisch).
7. ↑  Gigs And Tours News. Abgerufen am 29. März 2022 (englisch).
8. ↑  BRIT Awards - Woman Crush Wednesday Series 2. Abgerufen am 29. März 2022.
9. ↑  #SelfEsteemAtHome: Body confidence classes for kids. Abgerufen am 29. März 2022 (englisch).
10. ↑  The Female Lead: Megan Jayne Crabbe - The power of body positivity. 18. Januar 2022, abgerufen am 28. März 2022 (englisch).

| Personendaten    | Personendaten                                                   |
| ---------------- | --------------------------------------------------------------- |
| NAME             | Crabbe, Megan Jayne                                             |
| KURZBESCHREIBUNG | englische Aktivistin für Body positivity, Autorin und Bloggerin |
| GEBURTSDATUM     | 20. Januar 1994                                                 |
| GEBURTSORT       | Essex, England                                                  |